# Елсворт (Илиноис)
Елсворт (енгл. Ellsworth) град је у америчкој савезној држави Илиноис.

## Демографија
По попису из 2010. године број становника је 195, што је 76 (-28,0%) становника мање него 2000. године.
| Група             | 2000.       | 2010.       |
| Белци             | 254 (93,7%) | 190 (97,4%) |
| Афроамериканци    | 1 (0,4%)    | 1 (0,5%)    |
| Азијати           | 0 (0,0%)    | 0 (0,0%)    |
| Хиспаноамериканци | 4 (1,5%)    | 0 (0,0%)    |
| Укупно            | 271         | 195         |